# Gumtree
Gumtree est un site web de petites annonces , appartenant à la société Gumtree.com Limited, 107 Cheapside Londres.

## Historique
Le site est fondé en 2000 par Simon Crookall et Michael Pennington, deux anciens traders londoniens. À l'origine le site se destine aux étrangers venant s'installer à Londres et souhaitant s'équiper d'occasion, en leur offrant un site gratuit de petites annonces. Deux ans après sa fondation le site offre ses premiers services payants, en faisant payer vingt livres sterling la publication de certaines offres d'emploi. En 2005, le site est racheté par eBay.
En 2009, The Daily Telegraph attribue le 28e rang aux deux fondateurs du site dans son classement des britanniques les plus influents du monde technologique.